# Receptor de histamina H1

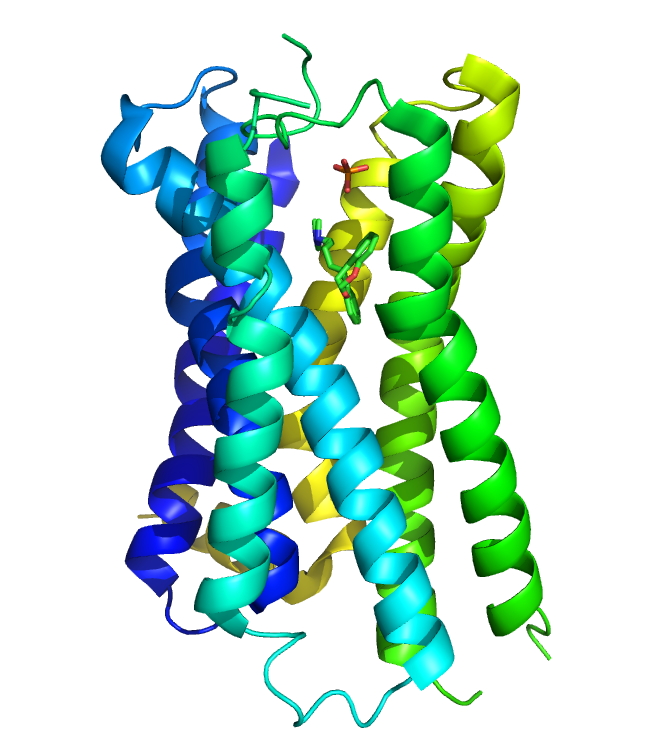

O receptor H1 é um receptor de histamina pertencente à família dos receptores acoplados à proteína G semelhantes à rodopsina. Este receptor é ativado pela histamina amina biogênica. É expresso nos músculos lisos, nas células endoteliais vasculares, no coração e no sistema nervoso central. O receptor H1 está ligado a uma proteína G intracelular (Gq) que ativa a via de sinalização da fosfolipase C e do inositol trifosfato (IP3). Os anti-histamínicos, que atuam neste receptor, são usados como antialérgicos. A estrutura cristalina do receptor foi determinada (mostrada à direita) e usada para descobrir novos ligantes do receptor H1 de histamina em estudos de triagem virtual baseados em estrutura.

## Função
A expressão de NF-κB, o fator de transcrição que regula os processos inflamatórios, é promovida pela atividade constitutiva do receptor H1, bem como por agonistas que se ligam ao receptor. Foi demonstrado que os anti-histamínicos H1 atenuam a expressão de NF-κB e atenuam certos processos inflamatórios em células associadas.A histamina pode desempenhar um papel na ereção peniana.

## Neurofisiologia
Os receptores H1 da histamina são ativados pela histamina endógena, que é liberada por neurônios que têm seus corpos celulares no núcleo tuberomamilar do hipotálamo. Os neurônios histaminérgicos do núcleo tuberomamilar tornam-se ativos durante o ciclo de 'vigília', disparando em aproximadamente 2 Hz; durante o sono de ondas lentas, essa taxa de disparo cai para aproximadamente 0,5 Hz. Finalmente, durante o sono REM, os neurônios histaminérgicos param de disparar completamente. Foi relatado que os neurônios histaminérgicos têm o padrão de disparo mais seletivo de todos os tipos neuronais conhecidos.O núcleo tuberomamilar é um núcleo histaminérgico que regula fortemente o ciclo sono-vigília. Os anti-histamínicos H1 que atravessam a barreira hematoencefálica inibem a atividade do receptor H1 nos neurônios que se projetam do núcleo tuberomamilar. Essa ação é responsável pelo efeito de sonolência associado a essas drogas.

## Anti-H1 em outras situações
Lactação
É preciso se evitar os anti-histamínicos durante a lactação, em especial nos primeiros meses de vida da criança, para que seja diminuído o risco de irritabilidade, redução da quantidade de leite materno produzido pela mãe e a sedação. Dessa forma, os anti-H1 só podem ser receitados durante a lactação quando a eficácia do tratamento é superior aos riscos causados ao lactente.
Gestação
Os anti-H1 podem ser escolhidos durante o primeiro trimestre da gestação em decorrência de já ter sido bastante utilizado, mas deve ser evitado no terceiro trimestre por conta dos possíveis riscos de convulsões neonatais.
Idosos

O uso dos anti-H1 nos idosos é empregado no tratamento de conjuntivite, rinite, urticária, além do seu uso profilático em outras reações. Como qualquer outra medicação, a escolha da droga a ser utilizada deve levar em consideração possíveis interações medicamentosas com outros medicamentos já usados pelo paciente.